# Glyphidomarptis
Glyphidomarptis és un gènere d'arnes de la família Crambidae. Conté només una espècie, Glyphidomarptis cyphoplaca, que es troba a la República Democràtica del Congo.